# V338 Водолея
V338 Водолея (лат. V338 Aquarii) — двойная затменная переменная звезда типа W Большой Медведицы (EW) в созвездии Водолея на расстоянии приблизительно 936 световых лет (около 287 парсеков) от Солнца. Видимая звёздная величина звезды — от +13,3m до +12,55m. Орбитальный период — около 0,2851 суток (6,8434 часов).

## Характеристики
Первый компонент — жёлто-оранжевый карлик спектрального класса K-G. Радиус — около 0,99 солнечного, светимость — около 0,572 солнечной. Эффективная температура — около 5055 К.